# Georg Rabanser
Georg Rabanser (ur. 18 stycznia 1973 w Bolzano) – włoski snowboardzista. Nie startował na igrzyskach olimpijskich. Na mistrzostwach świata jego najlepszym wynikiem jest 13. miejsce w slalomie równoległym na mistrzostwach w Berchtesgaden. Najlepsze wyniki w Pucharze Świata osiągnął w sezonie 1997/1998, kiedy to zajął 43. miejsce w klasyfikacji generalnej.

## Sukcesy

### Mistrzostwa Świata
| Miejsce | Dzień       | Rok  | Miejscowość          | Konkurencja       | Zwycięzca           |
| ------- | ----------- | ---- | -------------------- | ----------------- | ------------------- |
| 28.     | 14 stycznia | 1999 | Berchtesgaden        | Gigant równoległy | Richard Richardsson |
| 13.     | 15 stycznia | 1999 | Berchtesgaden        | Slalom równoległy | Nicolas Huet        |
| 78.     | 22 stycznia | 2001 | Madonna di Campiglio | Gigant            | Jasey-Jay Anderson  |
| 16.     | 24 stycznia | 2001 | Madonna di Campiglio | Gigant równoległy | Nicolas Huet        |
| 33.     | 26 stycznia | 2001 | Madonna di Campiglio | Slalom równoległy | Gilles Jaquet       |

### Puchar Świata

#### Miejsca w klasyfikacji generalnej
- 1994/1995 – –
- 1995/1996 – 68
- 1996/1997 – 122
- 1997/1998 – 43
- 1998/1999 – 69
- 1999/2000 – 97
- 2000/2001 – –
- 2001/2002 – –

#### Miejsca na podium
1. Les Gets – 7 marca 1998 (Slalom równoległy) – 3. miejsce